# Dasiops profusus
Dasiops profusus är en tvåvingeart som beskrevs av Mcalpine 1964. Dasiops profusus ingår i släktet Dasiops och familjen stjärtflugor. Inga underarter finns listade i Catalogue of Life.